# Foreste di conifere, sclerofille e latifoglie del Mediterraneo orientale
Le foreste di conifere, sclerofille e latifoglie del Mediterraneo orientale sono una ecoregione terrestre della ecozona paleartica appartenente al bioma delle foreste, boschi e macchie mediterranei (codice ecoregione: PA1207) che si sviluppa per circa 144.000 km² lungo le coste del Mar di Levante di Turchia, Siria, Libano e Israele, interessando anche una parte della Giordania occidentale. Un ramo della regione si sviluppa verso est lungo il confine turco-siriano fino all'Iraq, di cui occupa una piccolissima area. Il territorio della regione si sovrappone in parte a quello della cosiddetta Mezzaluna Fertile, una regione storica considerata spesso come la culla della civiltà.
L'ecoregione si trova lungo alcune importanti rotte migratorie aviarie che interessano anche alcune specie minacciate.
Lo stato di conservazione è considerato in pericolo critico.
La regione fa parte della ecoregione globale 123 Formazioni forestali mediterranee, inclusa nella lista Global 200.

## Territorio
L'ecoregione si sviluppa in gran parte lungo le coste del Mediterraneo orientale. Inizia dal golfo di Adalia, sulla costa sud-orientale dell'Anatolia, e prosegue in direzione est fino al golfo di Alessandretta. Qui si divide in due rami: uno continua verso est lungo il confine turco-siriano fino al confine con l'Iraq, di cui occupa una piccola parte a nord di Mosul, mentre l'altro ramo piega a sud seguendo la costa mediterranea lungo Siria, Libano, Israele e nella parte occidentale della Giordania.
La regione può pertanto essere suddivisa in tre aree:
- La costa dell'Anatolia meridionale: si estende fra la catena dei monti Tauro e il Mediterraneo. Il territorio è solcato dai fiumi Aksu, Göksu, Seyhan e Ceyhan.
- Le pianure dell'Anatolia sud-orientale e della Siria settentrionale: si trovano lungo il confine fra Siria e Turchia. Sono delimitate a nord dalla catena dei Monti Tauro orientali (detti anche anti-Tauro) e a sud dal deserto siriano. Vi si trovano le valli settentrionali dei fiumi Eufrate e Tigri.
- Le pianure libanesi, israeliane e giordane, escludendo i monti levantini (Monte Libano e Anti-Libano): si sviluppano lungo la parte settentrionale della Rift Valley, fra la costa orientale del mar di Levante e il deserto siriano. Comprendono le pianure costiere dal golfo di Alessandratta alla striscia di Gaza. Ne fanno parte anche la valle del Giordano e alcune aree della Giordania occidentale.

Il clima è caratterizzato da inverni miti e piovosi ed estati secche e molto calde. La precipitazioni diminuiscono da ovest verso est e vanno da 1.000-1.250 mm nella zona di Antalya, a 600-800 mm a Mersin, Adana e Alessandretta, 400 mm nella parte alta della Mesopotamia, fino a valori ancora più bassi nel deserto siriano. Nelle pianure costiere della parte meridionale dell'ecoregione, le precipitazioni raggiungono i 600-850 mm intorno a Beirut e Acri, e diminuiscono a circa 400 mm nel sud di Israele e Palestina.

## Flora
La vegetazione di questa ecoregione può essere distinta in tre gruppi principali: 
- latifoglie sclerofille (macchia mediterranea);
- foreste di conifere di pino d'Aleppo (Pinus halepensis) e pino calabro (Pinus brutia);
- formazioni di boschi di quercia (Quercus spp.) e steppa.

Da notare che, sebbene i Monti Amanus e i Tauri orientali non appartengano a questa ecoregione, la loro presenza è importante perché servono come barriere tra le parti occidentali, orientali e meridionali di questa regione e, dal momento che influenzano la distribuzione delle piogge, hanno un impatto sulla composizione delle specie e la fisionomia della vegetazione.

## Fauna
Un certo numero di grandi specie di mammiferi abita questa ecoregione. La gazzella subgutturosa (Gazella subgutturosa), che un tempo godeva di una più ampia distribuzione, è ora confinata principalmente nel sud-est della Turchia. La sua popolazione si è notevolmente ridotta nel corso degli ultimi 50 anni e la popolazione selvatica si ritiene essere inferiore ai 500 esemplari. Il caracal (Caracal caracal) abita l'arido deserto collinare e i terreni di montagna a cui si è adattato, mentre il cinghiale (Sus scrofa) si trova sulle colline boscose e nelle foreste. La iena striata (Hyaena hyaena) è distribuita dalla Turchia all'Iraq; tuttavia, la popolazione in Turchia è frammentata e si ritiene sia limitata a meno di 250 individui. Il lupo (Canis lupus) è stato praticamente sterminato da molte parti della ecoregione, anche se ci sono rari casi di presenza in alcune aree vicino alle montagne. Lo sciacallo dorato (Canis aureus) è il predatore più diffuso nell'ecoregione, ed è distribuito in tutto il territorio. La sua presenza potrebbe essere aumentata in aree che una volta erano occupate dai lupi.
Alcuni piccoli carnivori come il tasso (Meles meles), la faina (Martes foina) e la volpe rossa (Vulpes vulpes) possono essere trovati in habitat favorevoli. La mangusta egiziana (Herpestes ichneumon), che predilige le zone con acqua e copertura vegetale intensa, può essere trovata in macchie che confinano con le pianure coltivate.
Due specie importanti di questa ecoregione sono la tartaruga comune (Caretta caretta) e la foca monaca del Mediterraneo (Monachus monachus). Queste specie in pericolo di estinzione sono specie di punta per le attività di conservazione in Turchia. Le coste mediterranee del paese forniscono alcuni dei loro più importanti siti di nidificazione. La tartaruga dal guscio molle dell'Eufrate (Rafetus euphraticus) è un'altra specie in via di estinzione caratteristica di questa zona.
L'ecoregione supporta diverse specie di uccelli minacciati a livello globale. Nella zona del delta del Göksu si trovano: il marangone minore (Phalacrocorax pygmeus), il pellicano dalmata (Pelecanus crispus), l'anatra marmorizzata (Marmaronetta angustirostris) (classificata come vulnerabile nella Lista Rossa IUCN), la moretta tabaccata (Aythya nyroca), l'aquila macchiata (Aquila clanga) e l'aquila imperiale (Aquila heliaca) (entrambe le specie di aquile sono classificate come vulnerabili nella Lista rossa IUCN). Nelle lagune di Akyatan e di Yumurtalik si trovano altre specie importanti quali: il francolino nero (Francolinus francolinus), il pollo sultano (Porphyrio porphyrio), l'occhione (Burhinus oedicnemus), il fratino (Charadrius alexandrinus), la pavoncella spinosa (Hoplopterus spinosus) e il fraticello (Sterna albifrons).

## Popolazione
Le aree costiere del Mediterraneo, e del Medio Oriente in particolare, sono state densamente abitate fin dai tempi antichi. Lo stesso dicasi per la parte mesopotamica della regione, abitata fin dal primo Olocene.

## Conservazione

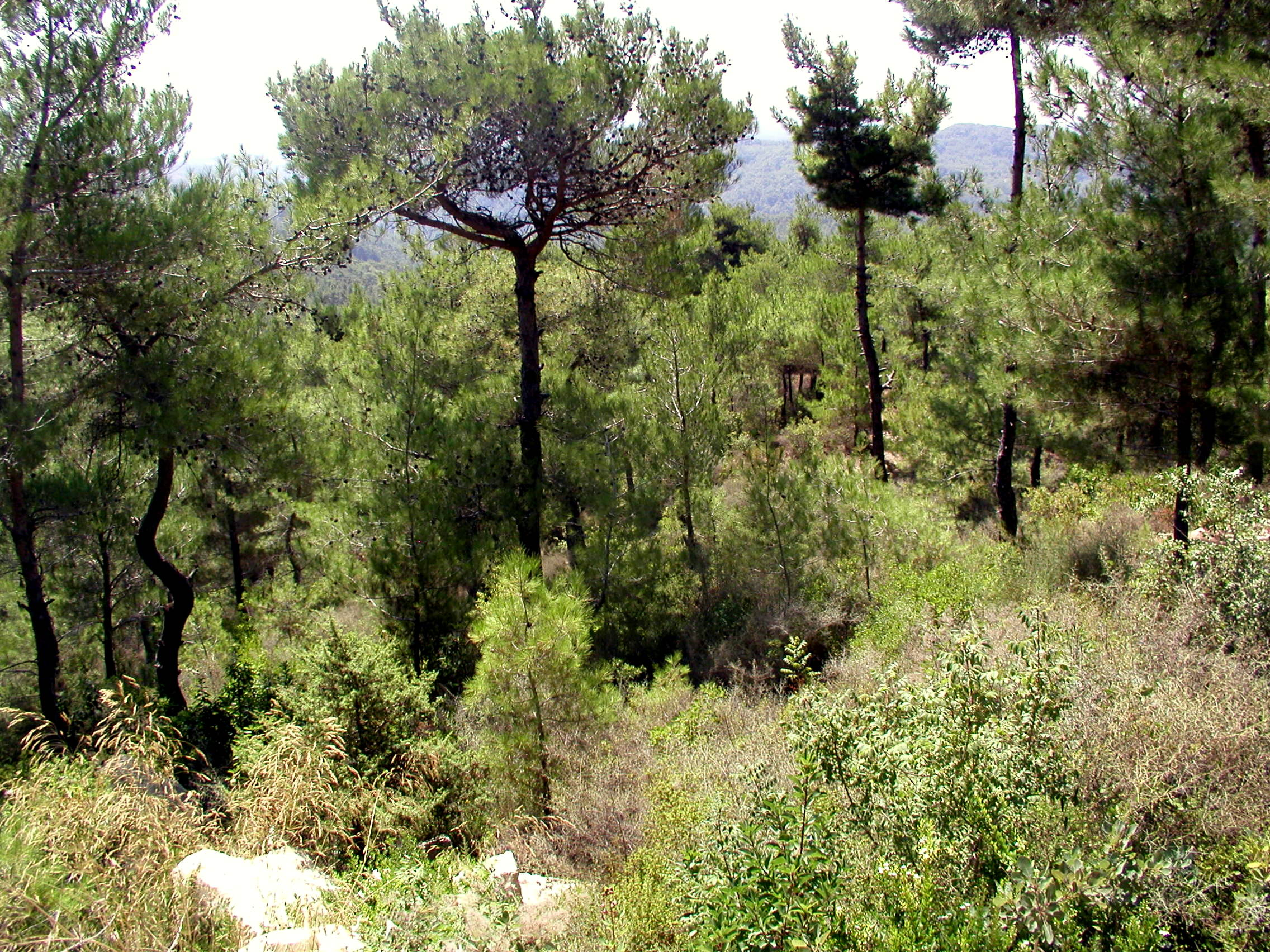
Pini calabri (Pinus brutia) nei pressi di Kessab, Siria

Come in tutte le zone costiere del Mediterraneo, ed in particolare nel Medio Oriente, una densa popolazione umana presente fin dai tempi più antichi, gli insediamenti fitti lungo la costa e le attività agricole nelle zone più interne hanno fotrtemente compromesso gli habitat naturali. Sebbene nella maggior parte dei casi gli ecosistemi abbiano la capacità di recuperare da soli, le continue pressioni umane in questi territori ostacolano i normali processi di rigenerazione. Nella parte orientale dell'ecoregione l'agricoltura è così estesa che, tranne che nelle zone collinari, tutta la vegetazione naturale è stata convertita in campi. Nelle zone collinari è invece lo sviluppo eccessivo dei pascoli che costituisce il pericolo maggiore.
Nella regione si trovano diverse aree protette e parchi nazionali:
- Parco Nazionale di Köprülü Canyon, in Turchia;
- Parco Nazionale di Olimpos-Beydağlari, in Turchia;
- Parco Nazionale di Karatepe-Aslantaş, in Turchia.